# Igreja de Nossa Senhora da Graça (Faial da Terra)

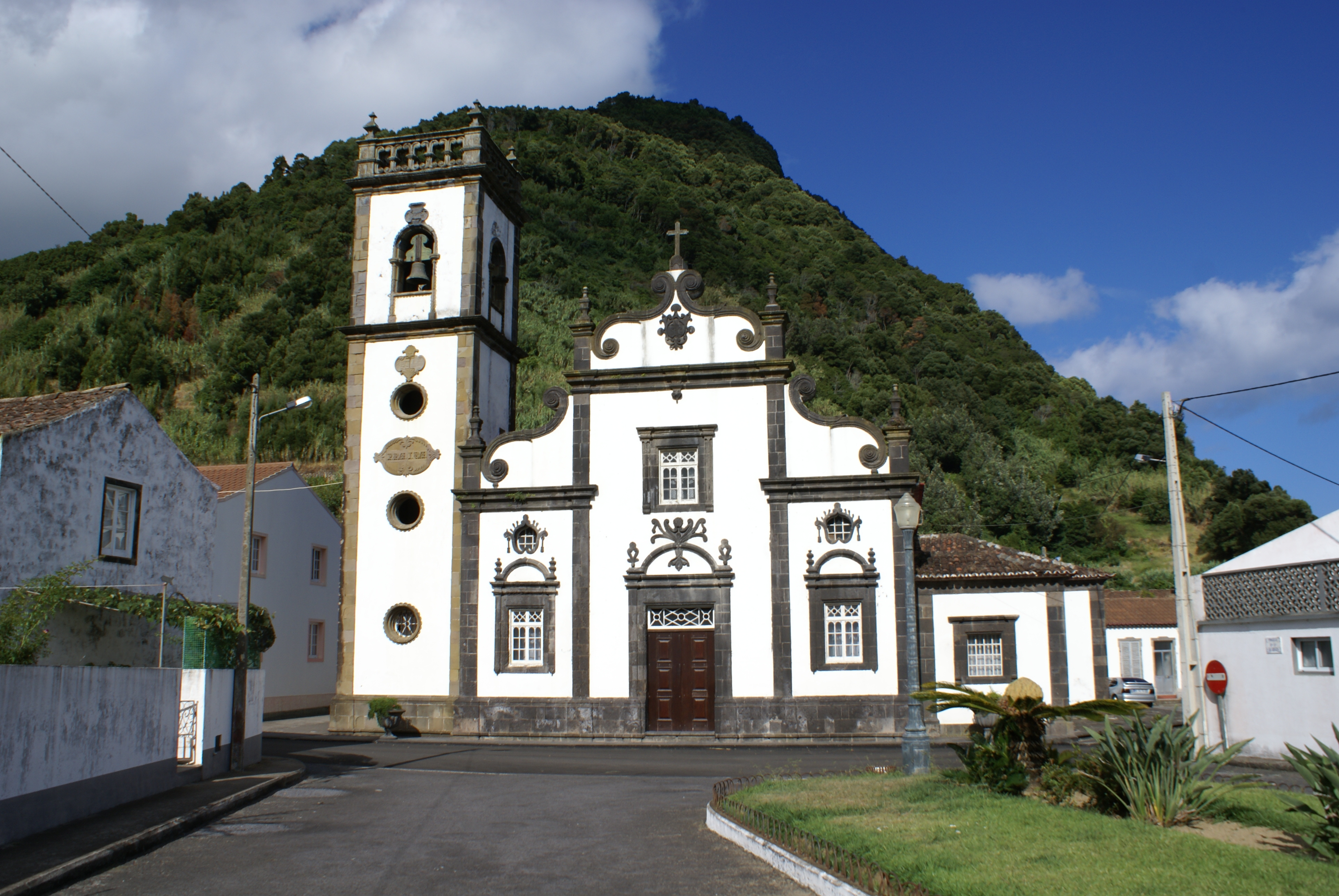
Igreja de Nossa Senhora da Graça: Faial da Terra.

A Igreja de Nossa Senhora da Graça localiza-se na freguesa de Faial da Terra, concelho da Vila da Povoação, na ilha de São Miguel, nos Açores.

## História
A primitiva igreja de Nossa Senhora da Graça é referida por Gaspar Frutuoso, que assinala a sua festa anualmente a 8 de setembro, ainda como o seu primeiro vigário, o padre Barabam. Este terá sido certamente um templo muito modesto, com paredes de pedra solta e tecto de colmo.
À época da Dinastia Filipina, no Outono de 1597 a ilha de São Miguel foi atacada pela armada inglesa sob o comando de Robert Devereux, 2º conde de Essex, na sequência dos ataques às ilhas do Faial e do Pico. Na ocasião, este templo foi saqueado e incendiado por aqueles corsários ingleses. Para a sua recuperação, em 1599 o seu vigário dirigiu-se a Sua Majestade a pedir a construção de uma nova igreja. O novo templo foi principiado pouco depois, mas certamente de acanhadas dimensões, uma vez que, em 1690, o morgado da Maia doava terreno para a aumentar.
No ano de 1818, o templo encontrava-se muito arruinado devido aos frequentes terremotos. Foi, objeto então, de nova campanha de reparação e ampliação, agora para as laterais, de modo a que, em 1839, a igreja era vistoriada pela competente autoridade eclesiástica, vindo a ser consagrada, no dia 8 de setembro daquele ano, pelo ouvidor padre José Tavares de Medeiros. Em 1847 as obras prosseguiram, porque nesse ano se receberam importantes dádivas para esse efeito.
A torre sineira só veio a ser erguida em 1874, à época em que era pároco da freguesia o padre Manuel José de Medeiros.